# Krausebauden-Talsperre

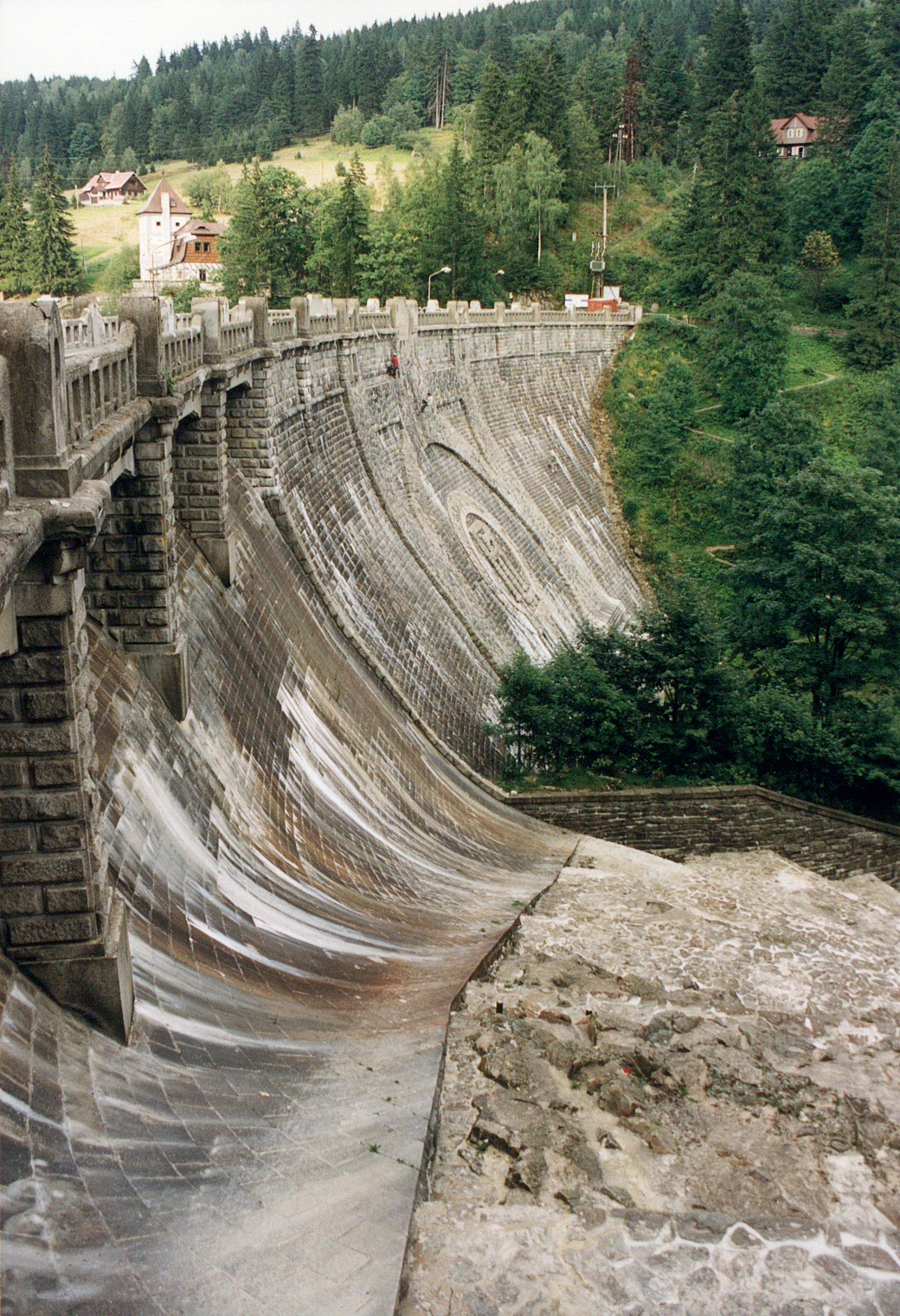
Staumauer der Elbtalsperre

Die Krausebauden-Talsperre (tschechisch Labská přehrada) wurde von 1911 bis 1916, anderen Quellen zufolge von 1910 bis 1914 bei Špindlerův Mlýn (Spindlermühle) im Riesengebirge für den Hochwasserschutz von der Firma Redlich & Berger erbaut. 

## Geschichte
Seit den durch das Julihochwasser von 1897 verursachten Überschwemmungen im Böhmischen Becken wurde die Errichtung von Talsperren zur Rückhaltung von Hochwasserfluten an der oberen Elbe als erforderlich angesehen. Ein Jahr nach dem Baubeginn der Talsperre Les Království im Königreichwald wurde auch in Krausebauden die Arbeiten für einen Talsperrenbau aufgenommen.
Der Stausee, die erste (oberste) Aufstauung der Elbe, enthält nach verschiedenen Angaben 2,59, 3,5 oder 4 Mio. m³ Wasser. Die Mauerkrone liegt auf 694 m ü. NN. Die Gewichtsstaumauer ist 41,5 bis 43 m hoch, 153 m lang und hat Merkmale des Intze-Prinzips. Wie weit sie dieser Bauart entspricht, ist aber nicht bekannt.
Die Talsperre wurde ursprünglich nach dem naheliegenden Ortsteil „Krausebauden“ von Spindlermühle benannt. Heute trägt sie den tschechischen Namen Labská přehrada (Elbestaudamm).
Im Jahr 1997 hat sich bei einem Hochwasser so viel Wasser angestaut, dass die Talsperre überlief und das Wasser über die Mauerkrone geflossen ist.